# مگس‌گیر کاکلی آبی‌سر
مگس‌گیر کاکلی آبی‌سر (نام علمی: Trochocercus nitens) نام یک گونه از سرده دم‌گردها است.